# Видов дан
Видов дан је конзервативни лист који је излазио од 1861. до 1876. године у Београду, под уредништвом Милоша Поповића.

## Историјат
Лист "Видов дан" је покренут у Београду 16. априла 1861. године. Излазио је три пута недељно (уторком, четвртком и суботом), а од половине 1866. године сваки дан, све до краја 1876, када је престао да се објављује, после петнаест година излажења.

## О часопису
Лист је издавао и уређивао Милош Поповић. Био је полузванични орган Владе Кнеза Михајла. Због конзервативног става у политици оштро су га нападали. Тематски био је богат и добро уређен. Писао је о животу у Србији, науци, књижевности.
Млади либерали шездесетих година и радикално - социјалистички припадници седамдесетих, налазили су у том конзервативном листу непомирљивог противника, и можда се ни о једном српском листу није толико зла рекло колико су говорили о њему напредни листови тих година. 1866. године Јован Јовановић Змај је написао познату песму Видовдану, штампану у "Домишљану", Београд, 1874, бр. 31, стр. 482:
Ти чиста водо из каљавог врела,

Ти чегртаљко слободни` начела,

Под маском лава дипломатско шише,

Дромбуљо стара политике више!

Гласило лова, параде и смотре,

Ти дуго путо министарске лотре,

Црвеном крестом напућена ћурко,

Ти слатка, лепа, отровна печурко!

Ти ситна буво назадњачког свраба,
 
Преслицо прашна кукавички` баба,

Безуба слико од Кервера стара,

На златном венцу господскога литара

Неверна веро сваког господара -
 
Нема ти пара!

## Цена
Годишње 120 гроша, у Аустрији 14 форинти; од бр. 132 (1868) у Аустрији за годину дана 17 форинти; од 1871. у Турској и Румунији 3 дуката и 10 цв.; од бр. 43 (1876) у Србији 26 дин. и 80 пара годишње, ван Србије 38 дин. и 20 пара.

## Сарадници
У часопису су сарађивали Матија Бан, Вук Караџић, Стеван Верковић, Ђура Даничић, Јован Бошковић, Стојан Новаковић, Владан Ђорђевић, Димитрије Црнобарац...